# Comté de Coolgardie
Le Comté de Coolgardie est une zone d'administration locale au sud-est de l'Australie-Occidentale en Australie. Le comté est situé au sud-est de la ville de  Kalgoorlie. 
Le centre administratif du comté est la ville de Coolgardie quoique les 2/3 de la population du comté vivent dans les villes jumelles de Kambalda et de Kambalda-ouest.
Le comté est divisé en un certain nombre de localités:
- Coolgardie
- Bonnie Vale
- Bullabulling
- Kambalda
- Kambalda West
- Kintore
- Mount Burges
- Widgiemooltha

Le comté a 8 conseillers locaux et est divisé en 4 circonscriptions:
- Kambalda West (3 conseillers)
- Kambalda (2 conseillers)
- Coolgardie (2 conseillers)
- Country (1 conseillers)